# Azhdarchidae
Azhdarchidae (từ chữ Ba Tư azhdar (اژدر), một sinh vật giống như rồng trong thần thoại Ba Tư) là một họ dực long thuộc phân bộ Pterosauria trong bộ Pterodactyloidea được biết đến chủ yếu từ cuối kỷ Phấn Trắng, mặc dù một đốt sống bị cô lập rõ ràng từ một azhdarchid được biết đến từ những năm đầu kỷ Phấn Trắng cũng như (cuối Berriasian, khoảng 140 triệu năm trước). Azhdarchids bao gồm một số động vật bay nổi tiếng nhất mọi thời đại, nhưng không lớn hơn một con mèo cũng đã được tìm thấy. Ban đầu được coi là một phân họ của Pteranodontidae, Nesov (1984) đặt tên là azhdarchinae bao gồm thằn lằn bay Azhdarcho, Quetzalcoatlus, và "Titanopteryx" (nay được gọi là Arambourgiania). Chúng là một trong những thành viên còn sống sót cuối cùng của dực long, và là một nhóm khá thành công với sự phân bố trên toàn thế giới. Tính đến thời điểm tuyệt chủng hàng loạt vào cuối kỷ Phấn Trắng-, Hầu hết các chi thằn lằn bay trừ loài Azhdarchidae đã biến mất khỏi hồ sơ hóa thạch, nhưng các nghiên cứu gần đây cho thấy sự giàu có trong khu hệ pteranodontids, nyctosaurids, tapejarids và Một số hình thức không xác định. Một số đơn vị phân loại như Navajodactylus, Bakonydraco và Montanazhdarcho' đã được chuyển từ Azhdarchidae sang nhánh khác.

## Các chi
Phân loại theo Unwin 2006, trừ những mục ghi chú.
Họ Azhdarchidae
- Aerotitan
- Alanqa[8]
  - Aralazhdarcho[9]
- Arambourgiania
- Azhdarcho
- Cretornis[10]
- Cryodrakon[11][12]
- Eurazhdarcho[13]
- Hatzegopteryx
- Mistralazhdarcho[14]

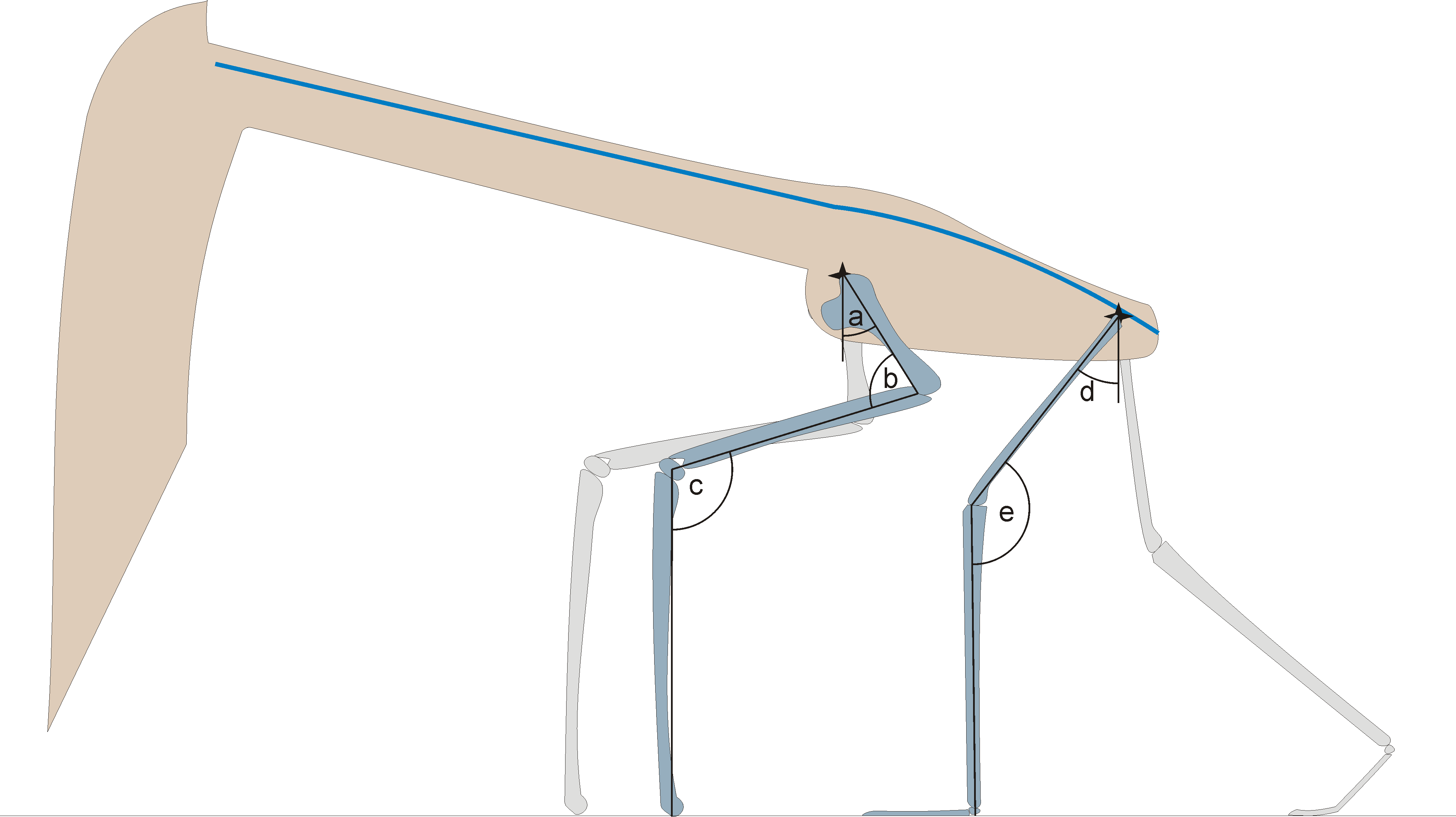
Phục dựng tư thế đang ăn của một azhdarchid với chân tay lệch hướng.

- ?Montanazhdarcho (không phải azhdarchid azhdarchoid, có lẽ là một tapejarid)[4]
- "Ornithocheirus" buenzeli[10]
- Palaeocursornis
- Phosphatodraco
- Quetzalcoatlus
- Volgadraco[15]
- Zhejiangopterus
- Possible valid azhdarchid genera
  - Bennettazhia
  - Bogolubovia
  - ?Navajodactylus